# NGC 5387
NGC 5387 је спирална галаксија у сазвежђу Девица која се налази на NGC листи објеката дубоког неба.
Деклинација објекта је + 6° 4' 14" а ректасцензија 13h 58m 24,7s. Привидна величина (магнитуда) објекта NGC 5387 износи 14,0 а фотографска магнитуда 14,8. NGC 5387 је још познат и под ознакама UGC 8891, MCG 1-36-11, CGCG 46-26, IRAS 13559+0618, PGC 49724.